# Сосновка (Шишацкий район)
Сосновка (укр. Соснівка) — село,
Яреськовский сельский совет,
Шишацкий район,
Полтавская область,
Украина.
Код КОАТУУ — 5325786005. Население по переписи 2001 года составляло 231 человек.

## Географическое положение
Село Сосновка находится на краю большого лесного массива (сосна),
в 2-х км от села Хвальки, в 2,5 км от села Федунка.
Рядом проходит железная дорога, станция Федунка в 2-х км.